# Oldřich Černík
Oldřich Černík, född den 27 oktober 1921 i Ostrava i Tjeckoslovakien, död den 19 oktober 1994 i Prag, var en tjeckoslovakisk, kommunistisk politiker, ursprungligen metallarbetare och ingenjör till yrket.

## Biografi
Černík blev medlem i kommunistpartiet 1945 och invaldes 1956 i dess centralkommitté. År 1960 blev han medlem av regeringen och 1963 vice premiärminister. 
Han var som officiell partiföreträdare och välkänd teknokrat en stark anhängare av den s.k. Pragvåren och blev i april 1968 landets premiärminister. Han ledde sedan, tillsammans med Alexander Dubček den ekonomiska och politiska liberaliseringen fram till den 21 augusti 1968. De tvingades, tillsammans med flera andra politiker, till eftergifter i förhandlingar med Sovjetunionen. Černík uppmanade därefter det tjeckiska folket att samarbeta med Sovjetunionen och lovade samtidigt fortsatt reformer.
Han kvarstod som premiärminister i den 1969 nybildade förbundsstaten Tjeckoslovakien fram till 1970 då han förlorade sin position på grund av sitt fortsatta stöd för reformer och uteslöts ur kommunistpartiet. Han blev därefter ordförande i en kommitté för teknologi och investeringar.